# الدوري الكرواتي الدرجة الثانية 2005–06
الدوري الكرواتي الدرجة الثانية 2005–06 (بالكرواتية: 2. HNL 2005./06.)‏ هو الموسم 15 من الدوري الكرواتي الدرجة الثانية ‏. أشرف على تنظيمه اتحاد كرواتيا لكرة القدم، وكان عدد الأندية المشاركة فيه 24، وفاز فيه NK Belišće ‏.